# ستيف مارتيني
ستيف مارتيني (بالإنجليزية: Steve Martini)‏ (مواليد 1946) هو كاتب روايات قانونية أميركي

## السنوات الأولى
ولد في 28 شباط 1946 في سان فرانسيسكو، كاليفورنيا ، ترعرع ستيف مارتيني حتى سن العاشرة في منطقة كولما، في جنوب سان فرانسيسكو، هو جزء من عائلة إيطالية – أمريكية واسعة ، وبعضها يصل إلى حوالي أربعة أجيال في ولاية كاليفورنيا. انتقل والداه إلى مقاطعة لوس انجليس، كاليفورنيا في عام 1956 , كان والده، ارنست مارتيني، مربي ماشية وكان يملك ويدير خلال حياته عدة مزارع في جميع أنحاء كاليفورنيا ، أما والدته ريتا فكانت ربة منزل ، وفي سنوات لاحقة عملت على نطاق واسع في المكتبة المحلية في سان غابريل، كاليفورنيا. تخرج مارتيني من مدرسة سان غابريل ، ومن كلية مدينة باسادينا، كاليفورنيا قبل أن ينتقل إلى جامعة كاليفورنيا في سانتا كروز حيث تخرج في عام 1968 بشهادة في العلوم السياسية.

## الحياة المهنية والقانونية
كانت مهنة مارتيني الأولى في الصحافة ، حيث كان يعمل مراسلاً صحفياً لجريدة لوس أنجلوس اليومية، وهي أكبر صحيفة قانونية في البلاد . وفي عام 1970 أصبح أول مراسلاً للصحيفة في ولاية كابيتول في سكرامنتو ومن ثم أصبح رئيساً لمكتبها. هناك تخصص في التغطية القانونية والسياسية. خلال هذه الفترة التحق بمدرسة القانون الليلية وفي عام 1974 حصل على شهادة في القانون من كلية الحقوق بجامعة ماك جورج للقانون في المحيط الهادئ. وتم قبوله في نقابة المحامين في كانون الثاني عام 1975.
وقد مارس مارتيني القانون في كل من القطاع الخاص والمؤسسات الحكومية التي تظهر في محاكم الولايات والحكومة الفدرالية. وخلال حياته المهنية بالقانون، بالإضافة إلى أنشطة أخرى، كان يعمل كممثلاً شرعياً لقسم شؤون المستهلكين، كاليفورنيا ، نقابة المحامين في ولاية كاليفورنيا، وشغل منصب المستشار الخاص لضحايا برنامج جرائم العنف في كاليفورنيا. وقد عمل كضابط جلسة الاستماع الإدارية ، قاضي القانون الإداري ، وشغل لفترة منصب نائب مدير مكتب الدولة للجلسات الإدارية. وهو حالياً غير نشط مع نقابة المحامين في ولاية كاليفورنيا، واختار الكتابة بدلاً من ذلك كمهنة بدوام كامل.

## مهنة الكتابة
في منتصف عام 1980 بدأ مارتيني الكتابة كمهنة. بدأت أول محاولة له برواية، غرفة سيمون، مُثلت من قبل وكيل وبيعت خلال أسبوعين من تقديمها. وتم نشرها في عام 1987. روايته الثانية ، أدلة دامغة ، قدمت شخصية سلسلة أعماله ، المحامي بول مادرياني، وكانت من أكثر الكتب مبيعاً حين نشرت، كسب مارتيني من خلال هذه الرواية نقداً وتبع ذلك شعبية ، وأعقب ذلك سريعاً عدة روايات منها، تأثير لا مبرر له، القاضي , المحامي، وشارك فيها جميعها مادرياني ومناقضه وشريك القانون الذي لايمكن كبته ، هاري هيندز.
القائمة ، ونشرت في عام 1997 , رواية وفيلم عن الكتاب التجاري لصناعة النشر ، وكانت تعتبر رواية مارتيني الأولى التي أخرجته من شخصية أعماله منذ أن وصل المؤلف إلى قائمة أفضل الكتب مبيعاً. الكتلة الحرجة ، روايته التالية التي نشرت في عام 1998، وتابع ابتعاده عن قاعة المحكمة وشخصية مادرياني، على الرغم من أن بطل الرواية كان محامياً. تناولت الكتلة الحرجة قضايا الإرهاب والتهديد من أسلحة الدمار الشامل قبل عامين من أحداث 11/9. وكان هذا الموضوع بمثابة العودة لمارتيني في سنوات لاحقة.
روايات أخرى لمارتيني : لجنة التحكيم، الاستدعاء, الصنبور المزدوج ،وغيرها الكثير .

## الحياة الشخصية
وكان ستيف مارتيني متزوج واندا ليا مارتيني ولديهم ابنة واحدة ، يقيم ستيف مارتيني حالياً في شمال غرب ولاية واشنطن ولكنه يقضي معظم وقته في أمريكا اللاتينية وجنوب شرق آسيا حيث يكتب، يسافر ويكتسب البحث واللون لأعماله المستقبلية.

## وصلات خارجية
- ستيف مارتيني على موقع IMDb (الإنجليزية)

موقع ستيف مارتيني الرسمي